# Chloriona chinai
Chloriona chinai är en insektsart som först beskrevs av Ossiannilsson 1946.  Chloriona chinai ingår i släktet Chloriona och familjen sporrstritar. Arten är reproducerande i Sverige. Inga underarter finns listade i Catalogue of Life.